# Paleuyami
Paleuyami (Padeuyami, Peleuyi, Paluyam), danas izumrlo indijansko pleme iz porodice Mariposan smješteno u užu skupinu Poso Creek Yokuts. 
Živjeli su uz Poso Creek i obližnjem toku rijeke Kern u Kaliforniji a imali su nekoliko sela: 1. Altau (južno od Poso Creeka), 2. Bekiu i 3. Shikidapau (u Poso Flat-u), 4. Holmiu (u Linn's Valley-u).
Po dijalektu dosta su se razlikovali od ostalih yokutskih plemena.